# Harpal Brar
Harpal Brar (Mukatsar, Raj Británico, 5 de octubre de 1939-Mohali, 25 de enero de 2025) fue un empresario británico nacido en la India. Fue el fundador y presidente del Partido Comunista de Gran Bretaña (Marxista-Leninista). Una amarga lucha de poder con su hijo Ranjeet Brar entró en erupción en el partido en junio de 2016, quien intentó hacerse con la presidencia y el control del Partido.

## Biografía
Nació en Mukatsar, en el Punyab. Brar ha vivido y trabajado en el Reino Unido desde 1962, primero como estudiante, después como conferenciante en derecho en el Harrow College of Higher Education y más tarde en el negocio textil. Brar posee edificios en el oeste de Londres, los cuales emplea para la actividad del CPGB-ML, y posee en parte una tienda de Internet llamada "Madeleine Trehearne & Harpal Brar" que vende chales.
Brar es el editor de un diario político izquierdista llamado Lalkar, el cual era un papel que pertenecía a la Asociación de Trabajadores Indios antes de que Brar lo heredara. Ha escrito libros sobre múltiples temas como el comunismo, el republicanismo indio, el imperialismo, el antisionismo, el anticolonialismo, y la huelga general británica de 1926. Es también cofundador de la campaña Manos Fuera de China.

## Actividades políticas
Brar Unió a la Liga Marxista-Leninista Revolucionaria Maoísta pero pronto la dejó para convertirse en uno de los cofundadores de un pequeño grupo de antirrevisionistas, la Asociación de Trabajadores Comunistas, así como siendo un miembro de la Asociación de Comunistas Indios.
Él y sus camaradas disolvieron la ATC en 1997 para unirse al Partido Socialista Laborista de Arthur Scargill. Brar y sus camaradas trabajaron para traer lo que describieron como un programa antirevisionista marxista-leninista al SLP, pero fueron expulsados siete años más tarde.
Scargill expulsó al Comité Regional de Yorkshire al completo y a cinco miembros del Comité Ejecutivo Nacional. Desde eso, en julio de 2004, el Partido Comunista de Gran Bretaña (Marxista-Leninista) fue fundado y Brar fue elegido como su presidente.
Adoptando las posiciones mantenidas por Brar y sus camaradas desde 1960+, el CPGB-ML se ha opuesto enérgicamente por todos aquellos que tienen relación alguna con el Partido Laborista. Su objetivo declarado en la formación era oponerse al oportunismo en el movimiento obrero, revivir el programa de "clase contra clase" encarnado por el Partido Comunista de Gran Bretaña durante la década de 1920, y para trabajar para el establecimiento de socialismo en Gran Bretaña.
El Partido Comunista de Gran Bretaña (Marxista–Leninista) estuvo registrado con la Comisión Electoral en 2008 bajo el nombre "Proletarian", título del periódico bimensual del CPGB-ML. El partido estuvo registrado "para estar preparado y luchar en las elecciones".

## Opiniones de Brar

### Visión sobre China
El 19 de julio de 2008 Harpal Brar fundó junto con otras personas la campaña Manos Fuera de China. La campaña está dedicada a defender la República Popular China y "está dirigida a la defensa de la soberanía china y su integridad territorial" así como "las posiciones justas del país en asuntos de su interés nacional vital como Taiwán y Tíbet."

### Visión sobre India
Brar discrepa fuertemente con la creencia de que la lucha para la independencia de India era un movimiento pacífico y pacifista, dirigido enteramente por Mahatma Gandhi. Escribió un libro de Historia india llamado Inquilab Zindabad: India Liberation Struggle, en qué argumenta que la lucha para la independencia india fue una violenta y sangrienta lucha de clases, y acusa a Gandhi de apoyar al imperialismo británico.

### Visión sobre la Unión Soviética
Brar defiende a los gobiernos y dirigentes de la URSS hasta la llegada del "revisionismo jruschovita" durante el XX Congreso del Partido Comunista de la Unión Soviética en 1956. Lalkar, el diario editado por Brar, critica la vía británica al socialismo (el programa del Partido Comunista de Gran Bretaña original) de su versión más temprana en 1951 como "antimarxista" y considera la reclamación de que Stalin la aprobó como "ficción". Brar es visto como un admirador de Stalin sin complejos y por algunos como un anacronismo y una figura polémica.
Él, junto con su hija Joti Brar, es un miembro activo de la Stalin Society, sitio web que contiene artículos negando los malos actos por parte de los soviéticos en la Masacre de Katyn, la hambruna ucraniana (Holodomor), y los Juicios de Moscú en los que culpan a los nazis. Argumenta que son propaganda,o lo describe como un procesamiento justo, respectivamente.
Harpal destaca por sus posiciones antirrevisionistas, describiendo el proyecto soviético de colectivización e industrialización durante el gobierno de Stalin como la voluntad de la clase trabajadora para construir el poderoso Estado soviético."

## Publicaciones
Durante muchos años estuvo en el ejecutivo de la Asociación de Trabajadores Indios en Gran Bretaña y era el editor de la revista de aquella organización Lalkar. Continúa publicando la revista, pero el IWA cortó sus lazos con ella en 1992, cuando varios miembros del Comité Ejecutivo con afiliaciones al Partido Comunista de la India (Marxista) objetaron a Brar la publicación de un artículo que era un poco crítico con la adopción del socialismo de mercado en China.
Desde 1992, Brar ha publicado por su cuenta 14 libros en varios aspectos del marxismo, el imperialismo y el revisionismo. Estos trabajos son una combinación de artículos y materiales originales anteriormente publicados en Lalkar y han sido traducidos y distribuidos internacionalmente por un número de partidos comunistas afines alrededor del mundo.

## Libros
- Inquilab Zindabad, India's Liberation Struggle
- Revisionism and the demise of the USSR
- The 1926 British General Strike
- Nato's Predatory War Against Yugoslavia
- Imperialism and War
- Imperialism – the Eve of the Social Revolution of the Proletariat
- Chimurenga! The Liberation Struggle in Zimbabwe
- Imperialism – Decadent, Parasitic, Moribund Capitalism
- Bourgeois Nationalism or Proletarian Internationalism?
- Social Democracy – the Enemy Within
- Trotskyism or Leninism?
- Perestroika – the Complete Collapse of Revisionism

## Elecciones disputadas
Elecciones al Parlamento del Reino Unido
| Fecha de elección | Circunscripción | Partido | Votos | %   |
| ----------------- | --------------- | ------- | ----- | --- |
| 1997              | Ealing Southall | SLP     | 2,107 | 3.9 |
| 2001              | Ealing Southall | SLP     | 921   | 2.0 |

Elecciones a la Eurocámara
| Año  | Región  | Partido | Votos  | %   | Resultado  |
| ---- | ------- | ------- | ------ | --- | ---------- |
| 1999 | Londres | SLP     | 19,632 | 1.7 | No elegido |

Elecciones a la Asamblea de Londres (ciudad de Londres entera)
| Fecha de elección | Partido | Votos  | %   | Resultados |
| ----------------- | ------- | ------ | --- | ---------- |
| 2000              | SLP     | 17,401 | 1.0 | No elegido |